# Bouëx
Bouëx település Franciaországban, Charente megyében. Lakosainak száma 845 fő (2022. január 1.). Bouëx Chazelles, Garat, Mornac, Sers és Vouzan községekkel határos.

## Népesség
A település népességének változása:
| Lakosok száma | 441  | 639  | 747  | 887  | 927  | 912  | 892  | 892  | 884  | 845  |
|               | 1968 | 1982 | 1990 | 2006 | 2013 | 2015 | 2017 | 2019 | 2020 | 2022 |